# Paul Chevré
Paul Romain Marie Léonce Chevré, né à Bruxelles le 5 juillet 1866 et mort à Asnières-sur-Seine le 20 février 1914, est un sculpteur français.
Il est particulièrement renommé au Canada. Fils du sculpteur Romain Paul Chevré, lié au monde de l'art, et d'Adèle Joséphine Doneux, Paul Chevré s'initie très tôt à la sculpture et fréquente plusieurs sculpteurs de renom, avant d'être pour la première fois exposé en 1890. Ce sont ses œuvres au Canada, notamment son monument à Samuel de Champlain commandé par la Ville de Québec en 1898, qui rendent Chevré célèbre.
Il travaille par ailleurs à de nombreuses œuvres, notamment pour la reconstruction de l'hôtel de ville d'Asnières, et à des statues de grands hommes au Canada. En 1912, il termine un buste de Wilfrid Laurier qui doit orner l'hôtel du Château Laurier à Ottawa. Afin de participer à l'inauguration du bâtiment, il embarque avec le propriétaire de celui-ci, Charles Hays, à bord du Titanic.
Le paquebot fait naufrage dans la nuit du 14 au 15 avril 1912, Chevré est sauvé dans le premier canot qui quitte le navire. Il passe les deux années qui suivent entre la France et le Canada, avant de tomber gravement malade début 1914. Devenu aveugle, il succombe en février du mal de Bright.

## Biographie

### Jeunesse et famille

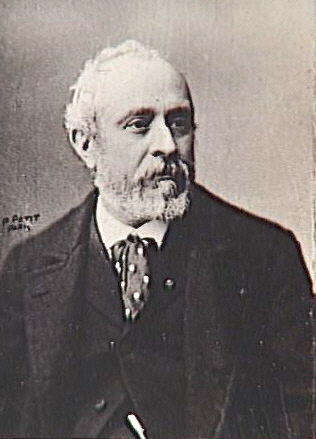
Le sculpteur Louis-Ernest Barrias a été l'un des professeurs de Chevré.

Paul Chevré naît à Bruxelles le 5 juillet 1866 de parents français. Ses liens avec la Belgique sont toutefois ténus : si la famille de sa mère est en effet originaire de ce pays, lui-même n'y réside jamais, et la raison de sa naissance à Bruxelles reste inconnue. Fils d'un directeur de fonderie d'origine angevine, Chevré s'initie rapidement à la sculpture, pour laquelle il démontre rapidement du talent. 
Dans les années 1880, alors que la famille vit à Asnières, ville qui inspire plusieurs artistes de l'époque, Paul Chevré est formé par plusieurs artistes passés par les Beaux-Arts de Paris tels que les sculpteurs Aimé Millet, Louis-Ernest Barrias et Pierre-Jules Cavelier. 
En 1890, Chevré entre véritablement dans une phase plus active de sa vie, avec sa première exposition au Salon des artistes français. Le buste en plâtre qu'il y expose, dédié à un « M. M. R. » non identifié, n'est pas localisé. À cette époque, le sculpteur s'est installé à la capitale, et possède un atelier dans le 18e arrondissement de Paris.

### Essor artistique
En 1894, il expose au Salon des artistes français, qui lui permet trois ans plus tard d'obtenir une bourse pour se rendre au Canada. En 1896, il est sélectionné dans un concours lancé par la ville de Québec pour réaliser le monument à Samuel de Champlain. Cette statue, qui devient l’œuvre majeure de Chevré, est érigée sur la terrasse Dufferin à côté du Château Frontenac. La création de cette œuvre n'est pas sans déboires puisqu'un grand mouvement d'opposition aux artistes français émerge dans la presse canadienne, qui attaque le sculpteur sur les revenus perçus pour sa prestation et sur son travail. La consécration vient le 21 septembre 1898 : Lord Aberdeen, gouverneur général du Canada, inaugure la statue devant une foule de 30 000 personnes au cours de cérémonies longtemps préparées à l'avance.
En 1900, Chevré remporte la médaille de bronze pour sa sculpture à l'Exposition universelle de Paris. Dans le même temps, il passe sa vie entre la France et le Canada, participant à divers projets entre les deux pays. Il participe ainsi à la rénovation de l'hôtel de ville d'Asnières avec son père (1898-1899), et reçoit en 1901 la commande d'un premier buste de Sir Wilfrid Laurier.
C'est en effet le Canada qui continue à lui offrir ses plus importantes commandes. Le Parlement du Québec lui commande d'ailleurs une statue d'un ancien premier ministre, Honoré Mercier. Le choix de Chevré à la suite d'un concours déplaît cependant à une partie des députés, qui lui auraient préféré l'un de ses deux concurrents, tous deux montréalais. En 1911, il réalise une autre statue monumentale dédiée à l'historien canadien François-Xavier Garneau. Au cours de cette période, il séjourne plusieurs mois au Canada, et tente de faire taire les critiques en prouvant qu'il apprécie ce pays.

### Épisode duTitanic

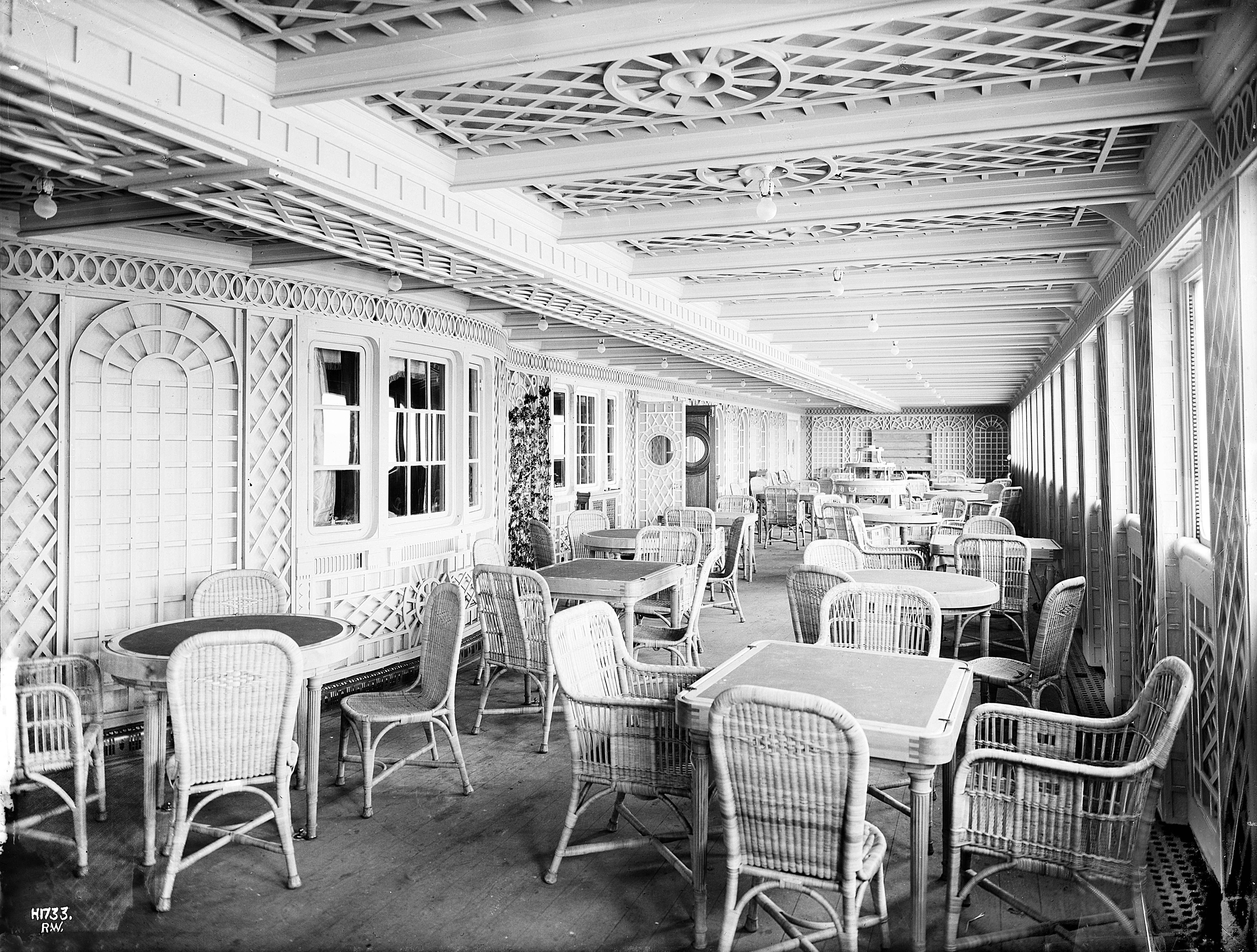
Chevré jouait aux cartes dans le Café Parisien lorsque le Titanic a heurté un iceberg.

En 1911, Chevré reçoit une nouvelle commande canadienne. Charles Melville Hays, président de la Grand Trunk Railway, désire en effet qu'il réalise un deuxième buste de Sir Wilfrid Laurier, destiné à orner le hall du Château Laurier à Ottawa, qui doit être inauguré en avril 1912. C'est pour se rendre à cette inauguration que le sculpteur embarque le 10 avril 1912 à bord du paquebot Titanic, dans le port de Cherbourg. Hays voyage également à bord du paquebot avec sa famille. Le groupe prend ainsi part à la traversée, Chevré parlant principalement français avec son commanditaire, et doit ensuite terminer le voyage à partir de New York dans un train privé. Dans le même temps, la sculpture voyage à bord du paquebot La Bretagne de la Compagnie générale transatlantique.
À bord, Chevré occupe une cabine de première classe (la A 9) dans laquelle il dispose d'un grand confort, certainement troublé par son manque d'affinités avec la mer. Son caractère réputé difficile ne l'empêche pas de nouer des liens avec plusieurs des rares passagers français de la première classe du navire. C'est ainsi que, le 14 avril 1912 au soir, Chevré joue au bridge avec Pierre Maréchal, Alfred Omont et Lucien Smith dans le Café Parisien du paquebot. Vers 23 h 40, le paquebot, qui a heurté un iceberg et commence à sombrer, s'arrête. Alertés, les joueurs emportent leurs cartes dans leurs poches et partent sur le pont en quête d'information.
Tandis que Lucien Smith retourne dans sa cabine pour chercher son épouse, les trois autres joueurs réussissent à s'adresser au commandant Edward Smith qui, selon Chevré, leur annonce le naufrage imminent. Alfred Omont rapporte cependant qu'il n'a fait que leur demander d'enfiler leurs gilets de sauvetage. Quoi qu'il en soit, Chevré et ses deux compatriotes sont peu après invités par l'officier William Murdoch à embarquer dans le tout premier canot de sauvetage quittant le navire (le no 7). Ils ne sont donc pas longtemps témoins du drame dans lequel périssent leur quatrième partenaire de bridge, ainsi que Charles Hays.
Rescapés à bord du Carpathia, les trois compagnons de jeu se prêtent à un exercice particulier : ils signent les cartes qu'ils ont emporté, et les conservent de nombreuses années. À son arrivée à New York le 18 avril, Chevré est interviewé par un journaliste du Montreal Herald, qui interprète vraisemblablement mal ses propos et en tire un récit à sensations qu'il vend à plusieurs journaux. Chevré y aurait supposément raconté le suicide d'un capitaine Smith désespéré, ainsi que la perte du buste de Laurier. Le sculpteur, outré, publie un important démenti quelques jours plus tard dans lequel il raconte précisément son expérience. Fraîchement débarqués, Chevré et ses deux compatriotes Omont et Maréchal, accompagnés par un journaliste, se rendent dans un restaurant et y entonnent La Marseillaise pour se redonner du baume au cœur. Le témoignage de Chevré apparaît également dans plusieurs autres journaux.

### Les dernières années
Avec la mort de Charles Hays, l'inauguration de l'hôtel Château Laurier prévue pour le 24 avril 1912 est annulée. Chevré est cependant présent le 1er juin lorsque, sans cérémonie, sir Wilfrid Laurier devient symboliquement le premier client de l'établissement. La réputation de Chevré à la suite du naufrage continue à se développer : il apparaît dans un montage photographique en une du Petit Parisien aux côtés de John Jacob Astor et Joseph Bruce Ismay, tandis que, d'un côté plus négatif, Pierre Maréchal raconte à son retour en France que Chevré s'est comporté comme un homme peureux, voire pleurnichard durant tout le naufrage.
Après un retour en France fin juin, Chevré continue à se partager entre son pays natal et sa terre d'adoption, où il continue à exposer des œuvres. En 1913, lors de sa dernière venue au Canada, il inaugure une statue personnifiant la France. Dans la foulée du naufrage, qui lui offre une notoriété inattendue, Chevré reçoit également une commande pour orner le parvis de l'église paroissiale Notre-Dame de la Victoire de Lévis, au Québec. Le contrat pour cette statue qui doit représenter le Sacré-Cœur est signé début 1914. Il n'a cependant pas le temps d'achever son travail. 
Au mois de février 1914, il tombe malade et devient aveugle. Le 20 février à 18 heures, Chevré succombe finalement à ce qu'un médecin qualifie de « mal de Bright » (néphrite). Ses obsèques sont célébrées à Asnières trois jours plus tard. Au printemps, l'Association artistique d'Asnières lui rend hommage en exposant quatre de ses œuvres. Le Sacré Cœur incomplet sera complété par Romain Chevré, père du sculpteur, qui lui donne vraisemblablement les traits de son fils moribond, et par des artisans de son atelier. Pour ce qui est de la construction de sa base, la tâche fut attribuée à Lorenzo Auger, architecte de Lévis. La statue  est inaugurée le 25 juillet 1915 devant des milliers de gens. Lors de son inauguration, l’œuvre choque une partie des habitants, qui la jugent irrespectueuse. Romain Chevré meurt en 1916, déjà affaibli par la disparition de son fils.

## Œuvre
L’œuvre de Chevré, principalement tourné vers la statuaire, est surtout connue au Canada : les œuvres de l'artiste conservées en France étant assez rares. Il a toutefois participé à plusieurs projets artistiques dans ce pays. Avec son père, il est chargé de la rénovation de la mairie d'Asnières : Paul Chevré travaille notamment à la conception du buste de Marianne qui orne la salle des mariages de l'édifice, mais son travail s'étend à de nombreux autres points du bâtiment. Il y sculpte de nombreuses allégories et symboles tels qu'une corne d'abondance ou encore un lion majestueux. Une autre de ses sculptures encore visibles en France est Jeunesse, datant de 1909, qui représente une jeune fille courant, sculptée en marbre blanc.
Cependant, les œuvres les plus célèbres de Paul Chevré sont conservées au Canada, patrie qui adopte véritablement son art et lui donne ses plus importantes commandes publiques. Il crée ainsi plusieurs bustes de Wilfrid Laurier (dont un justifie son voyage à bord du Titanic), mais aussi des statues monumentales de François-Xavier Garneau et Honoré Mercier, exposées dans des lieux publics. Parmi ces statues, la plus notoire, qui fait sa renommée et devient un des symboles de la ville de Québec, est un monument de près de 16 mètres dédié à Samuel de Champlain, fondateur de la colonie. Si cette œuvre est désormais la plus reconnue de Chevré, son accueil critique fut à l'époque mitigé : La Semaine Commerciale conseille au sculpteur de prendre des cours, pour avoir produit un « gros mousquetaire triste ». Avec le temps, cependant, l’œuvre est devenue une pièce appréciée du patrimoine local, et est parfois considérée comme la meilleure représentation du personnage.

Œuvres de Paul Chevré
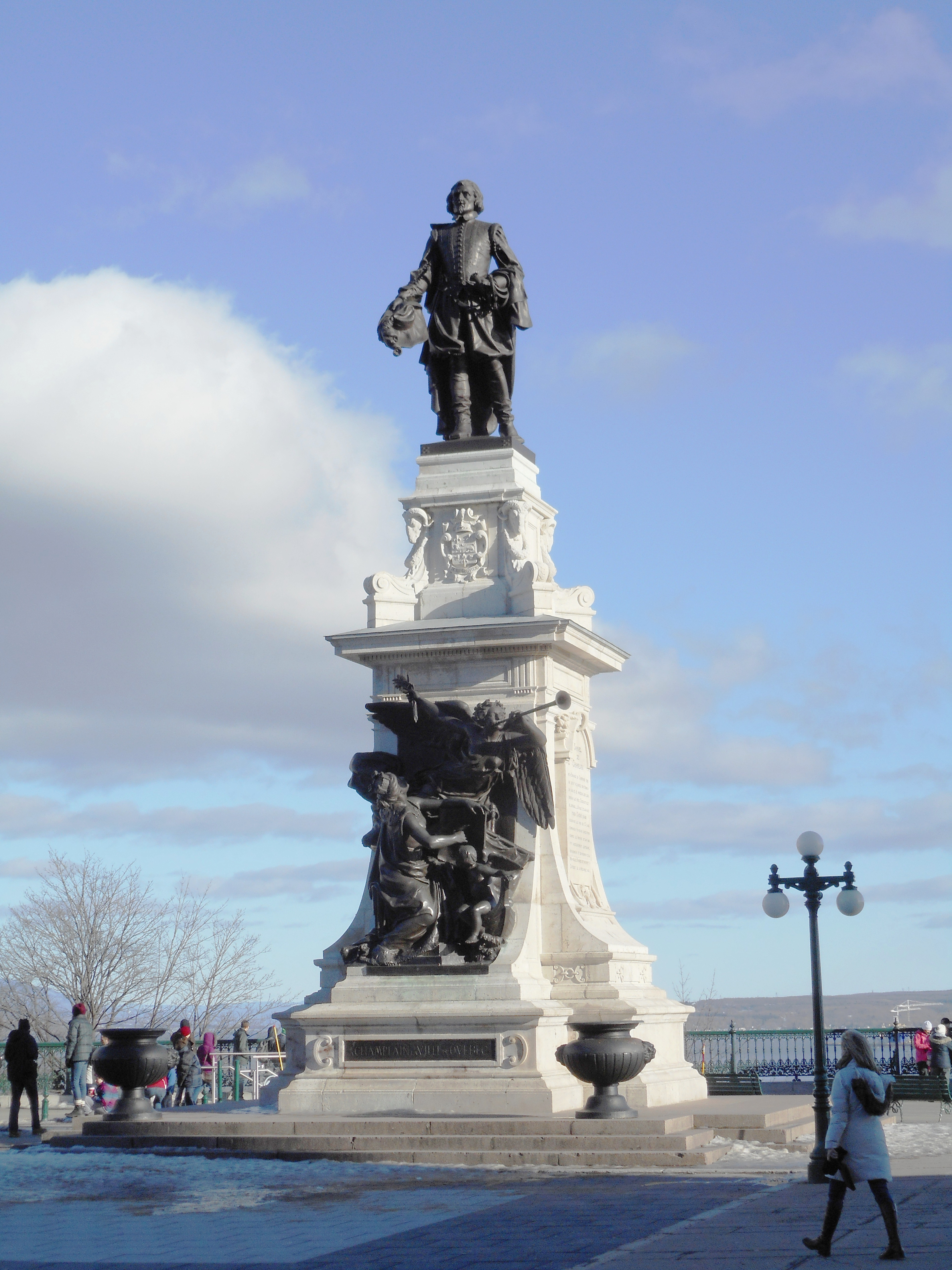
Monument à Samuel de Champlain (1898), Québec.
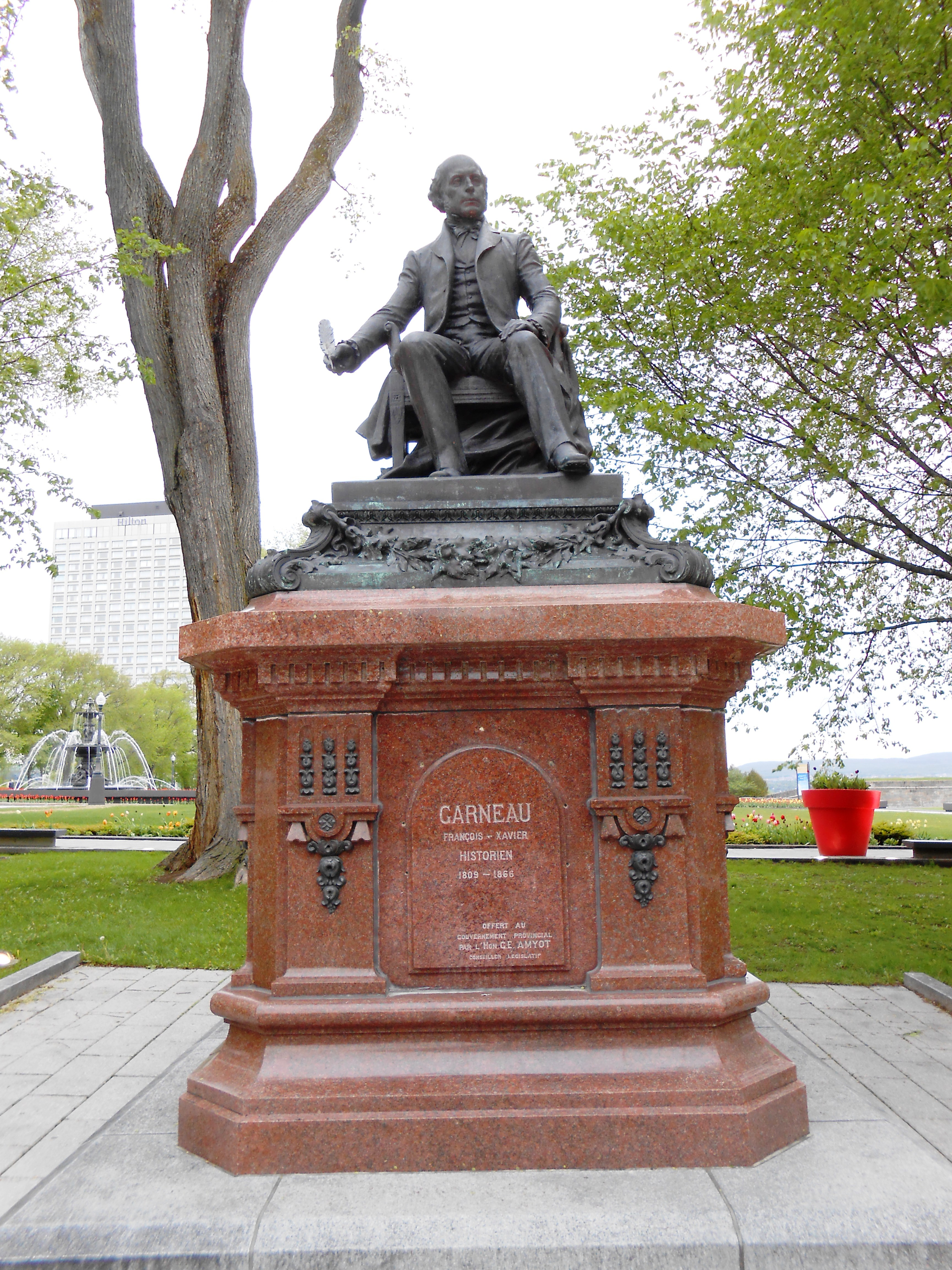
Monument à François-Xavier Garneau (1911), Québec.
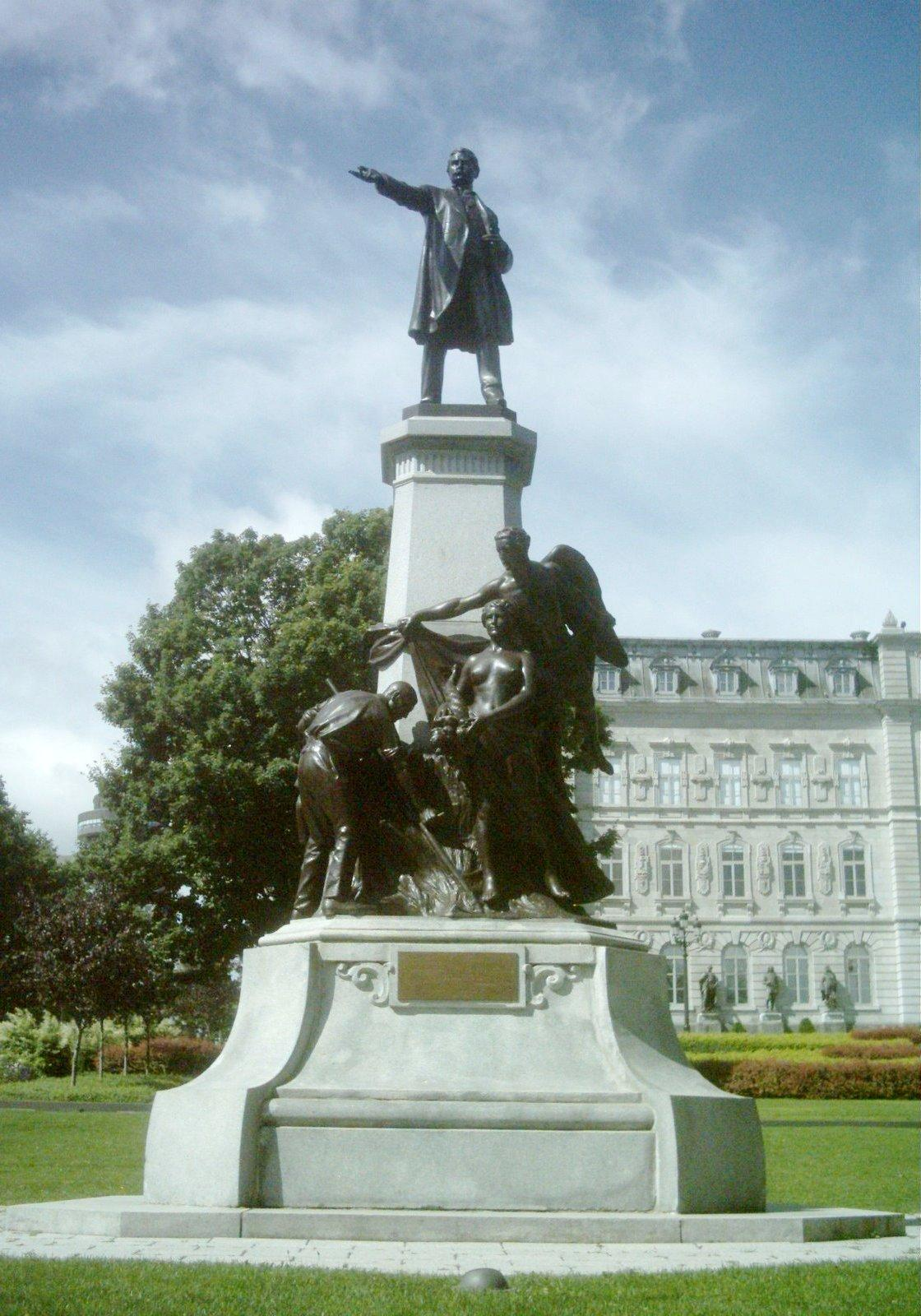
Monument à Honoré Mercier (1912) devant le Parlement de Québec.
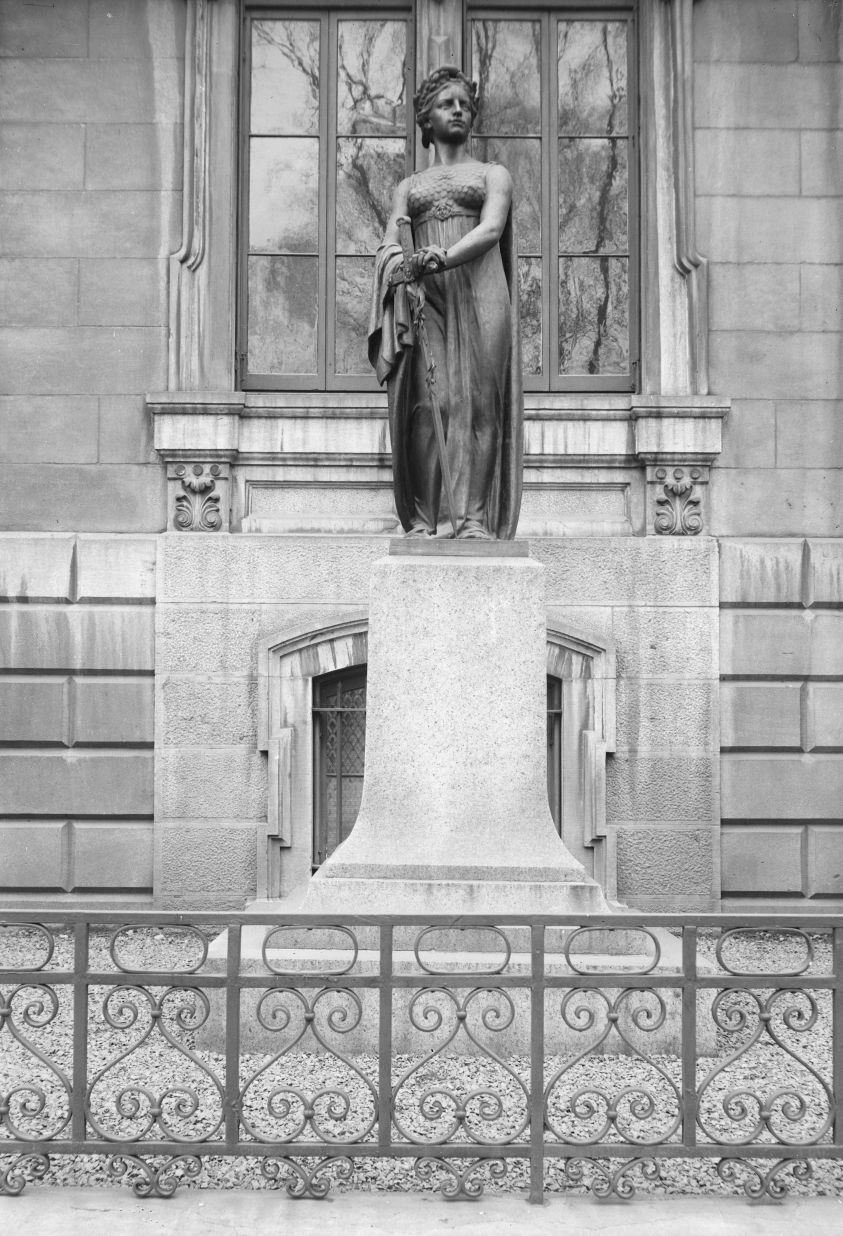
Marianne ou La République (1913) Montréal.